# العلاقات البنينية الكينية
العلاقات البنينية الكينية هي العلاقات الثنائية التي تجمع بين بنين وكينيا.

## مقارنة بين البلدين
هذه مقارنة عامة ومرجعية للدولتين:
| وجه المقارنة                                              | بنين            | كينيا                         |
| --------------------------------------------------------- | --------------- | ----------------------------- |
| المساحة (كم2)                                             | 114.76 ألف      | 581.31 ألف                    |
| عدد السكان (نسمة)                                         | 11.18 مليون     | 48.47 مليون                   |
| الكثافة السكانية (ن./كم²)                                 | 97.42           | 83.38                         |
| العاصمة                                                   | بورتو نوفو      | نيروبي                        |
| اللغة الرسمية                                             | لغة فرنسية      | اللغة السواحلية، لغة إنجليزية |
| العملة                                                    | فرنك غرب أفريقي | شيلينغ كيني                   |
| الناتج المحلي الإجمالي (بليون دولار)                      | 9.27 مليار      | 74.94 مليار                   |
| الناتج المحلي الإجمالي (تعادل القوة الشرائية) بليون دولار | 22.38 مليار     | 142.24 مليار                  |
| الناتج المحلي الإجمالي الاسمي للفرد دولار أمريكي          | 762             | 1.38 ألف                      |
| الناتج المحلي الإجمالي للفرد دولار أمريكي                 | 2.03 ألف        | 2.95 ألف                      |
| مؤشر التنمية البشرية                                      | 0.480           | 0.548                         |
| رمز المكالمات الدولي                                      | +229            | +254                          |
| رمز الإنترنت                                              | .bj             | .ke                           |
| المنطقة الزمنية                                           | ت ع م+01:00     | ت ع م+03:00                   |

## منظمات دولية مشتركة
يشترك البلدان في عضوية مجموعة من المنظمات الدولية، منها:
| علم المنظمة | اسم المنظمة                                 | تاريخ انضمام بنين | تاريخ انضمام كينيا |
| ----------- | ------------------------------------------- | ----------------- | ------------------ |
|             | مؤسسة التنمية الدولية                       | 16 سبتمبر 1963    | 3 فبراير 1964      |
|             | يونسكو                                      | 18 أكتوبر 1960    | 7 أبريل 1964       |
|             | وكالة ضمان الاستثمار متعدد الأطراف          | 26 سبتمبر 1994    | 28 نوفمبر 1988     |
|             | الأمم المتحدة                               | 20 سبتمبر 1960    | 16 ديسمبر 1963     |
|             | مجموعة دول أفريقيا والكاريبي والمحيط الهادئ | ?                 | ?                  |
|             | الاتحاد البريدي العالمي                     | ?                 | ?                  |
|             | البنك الدولي للإنشاء والتعمير               | 10 يوليو 1963     | 3 فبراير 1964      |
|             | الاتحاد الدولي للاتصالات                    | 1961              | 11 أبريل 1964      |
|             | منظمة حظر الأسلحة الكيميائية                | ?                 | ?                  |
|             | مؤسسة التمويل الدولية                       | 5 فبراير 1987     | 3 فبراير 1964      |
|             | المركز الدولي لتسوية المنازعات الاستشارية   | 14 أكتوبر 1966    | 2 فبراير 1967      |
|             | منظمة التجارة العالمية                      | ?                 | 1995               |
|             | منظمة الشرطة الجنائية الدولية               | ?                 | ?                  |
|             | الاتحاد الأفريقي                            | ?                 | 13 ديسمبر 1963     |
|             | البنك الإفريقي للتنمية                      | ?                 | ?                  |

## وصلات خارجية
- موقع وزارة الخارجية البنينية
- موقع وزارة الخارجية الكينية